# 거창군의회
거창군의회는 경상남도 거창군 지역을 관할하는 기초의회이다.